# Берланти, Грег
Грег Берла́нти (англ. Greg Berlanti; род. 24 мая 1972, Рай, Нью-Йорк или Rye Brook, Нью-Йорк) — американский сценарист, продюсер и режиссёр кино и телевидения. Известен по работе над телесериалами «Бухта Доусона», «Любовь вдовца», «Политиканы», а также сотрудничеству с «DC Comics», включая Вселенную Стрелы на канале The CW. В 2017 году Берланти установил рекорд по наибольшему количество телесериалов, планируемых к выходу в телевизионном сезоне 2017/18. Берланти также выступил режиссёром романтической комедии «С любовью, Саймон» (2018).

## Ранние годы
Берланти родился в Рай в Нью-Йорке. Его родители — Барбара Моллер Берланти и Юджин Берланти. У него есть сестра Дина, он дядя двух племянниц. Он рассказал о своей молодости в интервью для «Entertainment Weekly» в 2004 году: «Мы были итальянцами в городе, где проживает американская аристократия», где «мы не входили в остальные 90 % успешного и обеспеченного сообщества». В каждом его шоу компании «Berlanti Television» появляется логотип с изображением семьи, и слышны слова «Грег, убери голову!» (англ. Greg, Move Your Head!) — именно так говорил отец Берланти, когда мальчик загораживал ему экран телевизора.

## Карьера
Берланти учился в Северо-Западном Университете, был членом братства «Delta Tau Delta». Был продюсером и сценаристом сериала «Бухта Доусона» и его спин-оффа «Молодые американцы». Большую известность получил как автор, исполнительный продюсер и шоураннер «Любовь вдовца». Является создателем сериала «Джек и Бобби». Берланти также написал и поставил картину «Клуб разбитых сердец: Романтическая комедия» о группе друзей-геев, проживающих в Западном Голливуде — сюжет и герои списаны с Берланти и его друзей.
В августе 2006 года Берланти заключил договор с «Touchstone Television» и «ABC» на создание нескольких пилотов. Кроме того, Берланти прекратил сотрудничество со своим постоянным творческим партнёром Мики Лидделл. Тогда же стало известно, что Берланти работает консультантом над шоу «Братья и сёстры» канала «ABC» — предыдущий исполнительный продюсер Марти Ноксон покинула шоу в результате конфликта с Джо Робин Бэйтц. Сейчас Грег исполняет обязанности исполнительного продюсера. Также Берланти работал исполнительным продюсером на шоу «Грязные мокрые деньги», премьера которого состоялась 26 сентября 2007 года на канале «ABC».
Вместе с Марком Гуггенхеймом был соавтором сценария пилотного эпизода шоу «Элай Стоун» для канала «ABC», премьера которого состоялась в 2008 году. Грег также выполнял функции исполнительного продюсера. Берланти участвовал в продвижении теории о том, что вакцина на ртутной основе может помочь в борьбе с аутизмом. Учёное сообщество не поддержало теорию, но отметило, что благодаря показу шоу выросла доля вакцинаций среди детей. В защиту пилота Берланти ответил: «Мне кажется, что они хотели, чтобы мы досконально изучили проблемы — так мы и поступили».
Был кандидатом на режиссёрское кресло фильма «Зелёный Фонарь», для которого написал сценарий в соавторстве. Берланти поставил фильм «Жизнь, как она есть» 2010 года с Кэтрин Хайгл и Джошем Дюамелем в главных ролях.

## Личная жизнь
Берланти — открытый гей. В 2013 году он начал встречаться с футболистом Робби Роджерсом. 31 декабря 2016 года Берланти и Роджерс обручились, и поженились 2 декабря 2017 года. У них есть двое детей — сын Калеб Джин Берланти (род. 18 февраля 2016) и Миа Барбара Роджерс-Берланти (род. 13 мая 2019).

## Фильмография

### Кино
| Кино | Кино                                        | Кино                                      | Кино                | Кино |
| Год  | Название                                    | В оригинале                               | Обязанности         |      |
| ---- | ------------------------------------------- | ----------------------------------------- | ------------------- | ---- |
| 2000 | Клуб разбитых сердец: Романтическая комедия | The Broken Hearts Club: A Romantic Comedy | режиссёр, сценарист |      |
| 2010 | Жизнь, как она есть                         | Life As We Know It                        | режиссёр, сценарист |      |
| 2011 | Зелёный Фонарь                              | The Green Lantern                         | сценарист, продюсер |      |
| 2012 | Гнев титанов                                | Wrath Of The Titans                       | сценарист           |      |
| 2015 | Пэн: Путешествие в Нетландию                | Pan                                       | продюсер            |      |
| 2018 | С любовью, Саймон                           | Love, Simon                               | режиссёр            |      |
| 2024 | Покажи мне Луну                             | Fly Me to the Moon                        | режиссёр            |      |
| 2024 | Атлас                                       | Atlas                                     | продюсер            |      |

### Телевидение
| Телевидение  | Телевидение                        | Телевидение                    | Телевидение                                  | Телевидение |
| Год          | Название                           | В оригинале                    | Обязанности                                  |             |
| ------------ | ---------------------------------- | ------------------------------ | -------------------------------------------- | ----------- |
| 1998–2003    | Бухта Доусона                      | Dawson's Creek                 | сценарист, продюсер                          |             |
| 2000         | Молодые американцы                 | Young Americans                | сценарист                                    |             |
| 2002-2006    | Любовь вдовца                      | Everwood                       | автор сериала, сценарист, продюсер           |             |
| 2004–2005    | Джек и Бобби                       | Jack & Bobby                   | соавтор сериала, сценарист, продюсер         |             |
| 2006–2008    | Братья и сёстры                    | Brothers & Sisters             | сценарист, продюсер                          |             |
| 2007         | Грязные мокрые деньги              | Dirty Sexy Money               | продюсер                                     |             |
| 2008         | Элай Стоун                         | Eli Stone                      | сценарист                                    |             |
| 2010–2011    | Необыкновенная семейка             | No Ordinary Family             | сценарист                                    |             |
| 2012         | Политиканы                         | Political Animals              | автор сериала, режиссёр, сценарист, продюсер |             |
| 2012 – н. в. | Стрела                             | Arrow                          | соавтор сериала, сценарист, продюсер         |             |
| 2013         | Золотой мальчик                    | Golden Boy                     | продюсер                                     |             |
| 2013–2014    | Люди будущего                      | The Tomorrow People            | продюсер                                     |             |
| 2014 – н. в. | Флэш                               | The Flash                      | соавтор сериала, сценарист, продюсер         |             |
| 2014–2016    | Тайны Лауры                        | The Mysteries Of Laura         | продюсер                                     |             |
| 2015 – н. в. | Слепая зона                        | Blindspot                      | продюсер                                     |             |
| 2015 – н. в. | Супергёл                           | Supergirl                      | сценарист, продюсер                          |             |
| 2016 – н. в. | Легенды завтрашнего дня            | Legends Of Tomorrow            | сценарист, продюсер                          |             |
| 2017 – н. в. | Ривердейл                          | Riverdale                      | продюсер                                     |             |
| 2018 – н. в. | Чёрная Молния                      | Black Lightning                | продюсер                                     |             |
| 2018         | Хитрость                           | Deception                      | сценарист, продюсер                          |             |
| 2018 – н. в. | Титаны                             | Titans                         | сценарист, продюсер                          |             |
| 2018 – н. в. | Ты                                 | You                            | сценарист, продюсер                          |             |
| 2018 – н. в. | Леденящие душу приключения Сабрины | Chilling Adventures of Sabrina | продюсер                                     |             |
| 2023 – н. в. | Поиски                             | Found                          | продюсер                                     |             |